# Campeonato Europeo de Escalada de 2008
El VIII Campeonato Europeo de Escalada se celebró en París (Francia) entre el 15 y el 18 de octubre de 2008 bajo la organización de la Federación Internacional de Escalada Deportiva (IFSC) y la Federación Francesa de Deportes de Escalada.

## Medallistas

### Masculino
| Evento     | Oro                           | Plata                                 | Bronce                          |
| ---------- | ----------------------------- | ------------------------------------- | ------------------------------- |
| Dificultad | Patxi Usobiaga · España · 44- | Tomáš Mrázek · República Checa · 43+  | Manuel Romain Francia 43-       |
| Velocidad  | Yevgueni Vaitsejovski · Rusia | Maxym Osypov · Ucrania                | Maxym Stienkovy · Ucrania       |
| Bloques    | Jérôme Meyer Francia 4T8 4b6  | Kilian Fischhuber · Austria · 3T7 3b4 | Cédric Lachat · Suiza · 3T8 3b4 |

### Femenino
| Evento     | Oro                             | Plata                          | Bronce                            |
| ---------- | ------------------------------- | ------------------------------ | --------------------------------- |
| Dificultad | Johanna Ernst · Austria · Top   | Maja Vidmar Eslovenia 41+      | Mina Markovič Eslovenia 39-       |
| Velocidad  | Edyta Ropek · Polonia           | Olga Morozkina · Rusia         | Anna Stenkovaya · Rusia           |
| Bloques    | Natalija Gros Eslovenia 4T6 4b5 | Anna Stöhr · Austria · 3T6 4b4 | Hannah Midtbø · Noruega · 3T6 3b5 |

## Medallero
| Núm. | País            | Oro | Plata | Bronce | Total |
| ---- | --------------- | --- | ----- | ------ | ----- |
| 1    | Austria         | 1   | 2     | 0      | 3     |
| 2    | Eslovenia       | 1   | 1     | 1      | 3     |
| 2    | Rusia           | 1   | 1     | 1      | 3     |
| 4    | Francia         | 1   | 0     | 1      | 2     |
| 5    | España          | 1   | 0     | 0      | 1     |
| 5    | Polonia         | 1   | 0     | 0      | 1     |
| 7    | Ucrania         | 0   | 1     | 1      | 2     |
| 8    | República Checa | 0   | 1     | 0      | 1     |
| 9    | Noruega         | 0   | 0     | 1      | 1     |
| 9    | Suiza           | 0   | 0     | 1      | 1     |
|      | TOTAL           | 6   | 6     | 6      | 18    |